# Benjamín Noguera
Benjamín Noguera (Cartagena de Indias, siglo XIX) fue un político colombiano.

## Biografía
Participó en la guerra regional de Bolívar en 1859. Se desempeñó como administrador y tesorero de aduana del puerto de Cartagena, como presidente del Estado Soberano de Bolívar en varios periodos entre el 11 de diciembre de 1864 y el 25 de diciembre de 1864, entre el 16 de febrero de 1878 al 31 de agosto de 1878, entre el 10 de octubre de 1879 al1 de junio de 1880 y finalmente del 2 de septiembre de 1880 al 20 de diciembre de 1881. Fue Secretario del Senado de Plenipotenciarios.
Posteriormente fue secretario de gobierno y fue secretario de guerra en el gobierno de Francisco Javier Zaldúa.